# Zilinkopf
Der Zilinkopf ist ein 2616 m ü. A. hoher Berggipfel der Schobergruppe in Osttirol (Österreich).

## Namensherkunft
Der Flurname „Zilin“ tritt in der Gemeinde Ainet häufig auf. Bei der Zilin handelt es sich um ein über der Waldgrenze gelegenes, als Almweide genutztes, Kar unterhalb des Zilinkopfs. Hier entspringt auch der Zilin Bach. Bei der Zilinleite handelt es sich um eine als Almfläche dienende Fläche im Hochwald unterhalb der Zilin. Im Bereich des Zilinkopfs liegen zudem die Zilinscharte, die Zilinschulter und die Zilinwand. Der Flurname Zilin wird von der slawischen Bezeichnung für „grün“ (zelen) abgeleitet.

## Lage
Der Zilinkopf liegt im Süden des Hochschober-Westkamms im äußersten Westen der Schobergruppe in der Gemeinde Ainet. Es handelt sich um einen abgerundeten Gratkamm, der die Verlängerung des Südostgrates der Westlichen Leibnitzer Rotspitze (2979 m ü. A.) darstellt und von ihr durch die Zilinscharte getrennt wird. Neben den Leibnitzer Rotspitzen im Norden befinden sich die Zutrugspitze im Westen sowie das Lange Schöberl (2831 m ü. A.) und das Kleine Schöberl (2597 m ü. A.) im Osten in nächster Nähe zum Zilinkopf. Im Süden des Zilinkopf verläuft der Leibnitzbach, an dem im Südwesten die Leibnitzalm und im Südosten die Hochschoberhütte liegen. Nächstgelegene Ortschaft ist Oberleibnig (Gemeinde St. Johann im Walde).

## Aufstiegsmöglichkeiten
Der bergsteigerisch unbedeutende Zilinkopf kann aus dem Leibnitztal von der Leibnitzalm oder der Hochschoberhütte auf dem breiten Südostrücken unschwierig begangen werden. Aus der Zilinscharte ist der Zilingkopf in leichter Kletterei zu erreichen.